# Milady (téléfilm, 1976)
Pour les articles homonymes, voir Milady.
Milady est un téléfilm français de François Leterrier sorti en 1976. C'est l'adaptation d'une nouvelle de Paul Morand.

## Synopsis
Ayant perdu tout espoir de devenir écuyer en chef au Cadre Noir de Saumur, le commandant Gardefort (Jacques Dufilho) décide de prendre une retraite anticipée. Pour passer son temps, il achète une jument nommée « Milady », refusée par les Haras nationaux. En deux ans, Gardefort en fait une belle monture de haute école. 
Cependant, un divorce qu'il a mal géré finit par le mener à la ruine, et doit donc se résoudre à vendre sa jument. L'acheteur est un riche banquier belge (Claude Giraud), amateur d'équitation, qui transforme Milady en cheval de cirque. Lui rendant visite, Gardefort constate que les deux années de travail accomplis avec Milady ont été gâchés. Ne pouvant se résoudre à cette situation, il décide alors de se suicider avec son ancienne monture.

## Distribution
- Jacques Dufilho : Le commandant Gardefort
- Claude Giraud : Grumbach, le banquier
- Jean Martinelli : Béguier de La Digue
- François Marthouret : Luc de Leal, l'élève de Gardefort
- Pascale de Boysson : Mme Gardefort
- Michel Dupleix : Le juge
- Jacques Maury : Le notaire
- Jean Champion : Chapuzot
- Jean-Jacques Chollet : Le libraire